# Rush Peak
Der 5098 m hohe Rush Peak ist ein Berggipfel im Karakorum-Gebirge in Zentralasien.
Er befindet sich in Gilgit-Baltistan im Norden Pakistans. Der Gipfel liegt auf einem Bergkamm zwischen dem Hispar-Tal im Norden und den Tälern der beiden Gletscher Barpu und Sumayar Bar im Süden. Dieser Bergkamm erhebt sich von der Mündung des Hoper-Tals in das Hispar-Tal im Westen und erreicht im namenlosen Berg P6294 seine größte Höhe. Dessen südöstlicher Nachbar ist nach einem Sattel der 7070 m hohe Spantik.
Der Rush Peak ist als Trekkinggipfel relativ leicht in den Sommermonaten zu besteigen und ist deshalb für nichtprofessionelle Bergsteiger von Interesse, der Aufstieg erfolgt über den Barpugletscher auf der Südseite. Wenige Meter unterhalb des Gipfels liegt der höchstgelegene Bergsee Pakistans, der Rush Lake auf 4694 m, der schon bemerkenswerten Aussichten nach Süden auf Miar Peak (6824 m), Miargletscher und Phuparash Peak (6574 m) sowie den Malubiting bietet. Vom Rush Peak sind die Berge des Hispar Muztagh im Norden sowie der Ultar Sar im Westen und Diran und Rakaposhi im Südwesten sichtbar. Bei klarer Fernsicht reicht der Blick nach Osten bis zum über 150 km entfernten K2 und seinen Nachbarn Broad Peak und Gasherbrum IV.